# Estádio Municipal Roberto Siqueira Costa
O Estádio Municipal Roberto Siqueira Costa, conhecido como Robertão, é um estádio de futebol localizado na sede do município de Serra, no estado do Espírito Santo. O estádio é pertencente ao Sociedade Desportiva Serra Futebol Clube.
O nome do estádio é em homenagem a Roberto Siqueira Costa. Ele começou como goleiro nas divisões de base do clube e brilhou defendendo a baliza do time tricolor na década de 1980. Chegou a ser funcionário da diretoria do clube cobra-coral durante nove anos, além de ter ocupado as funções de técnico.

## História
Foi inaugurado na partida em que o Serra Futebol Clube venceu o Conilon por 4 a 0, sua capacidade então era de cerca de 1.400 pessoas. 
Em 2015, o então presidente do clube Carlos Cândido tinha a intenção de vender o estádio por 10 milhões de reais, o local daria lugar a estacionamentos que fazia parte do planejamento urbano da cidade da Serra. Antes avaliado em 22 milhões de reais, o Robertão já correu risco de ser leiloado.
Em outubro de 2018, o Serra inaugurou os refletores do estádio permitindo o retorno dos jogos noturnos do clube.